# Antakalniský hřbitov

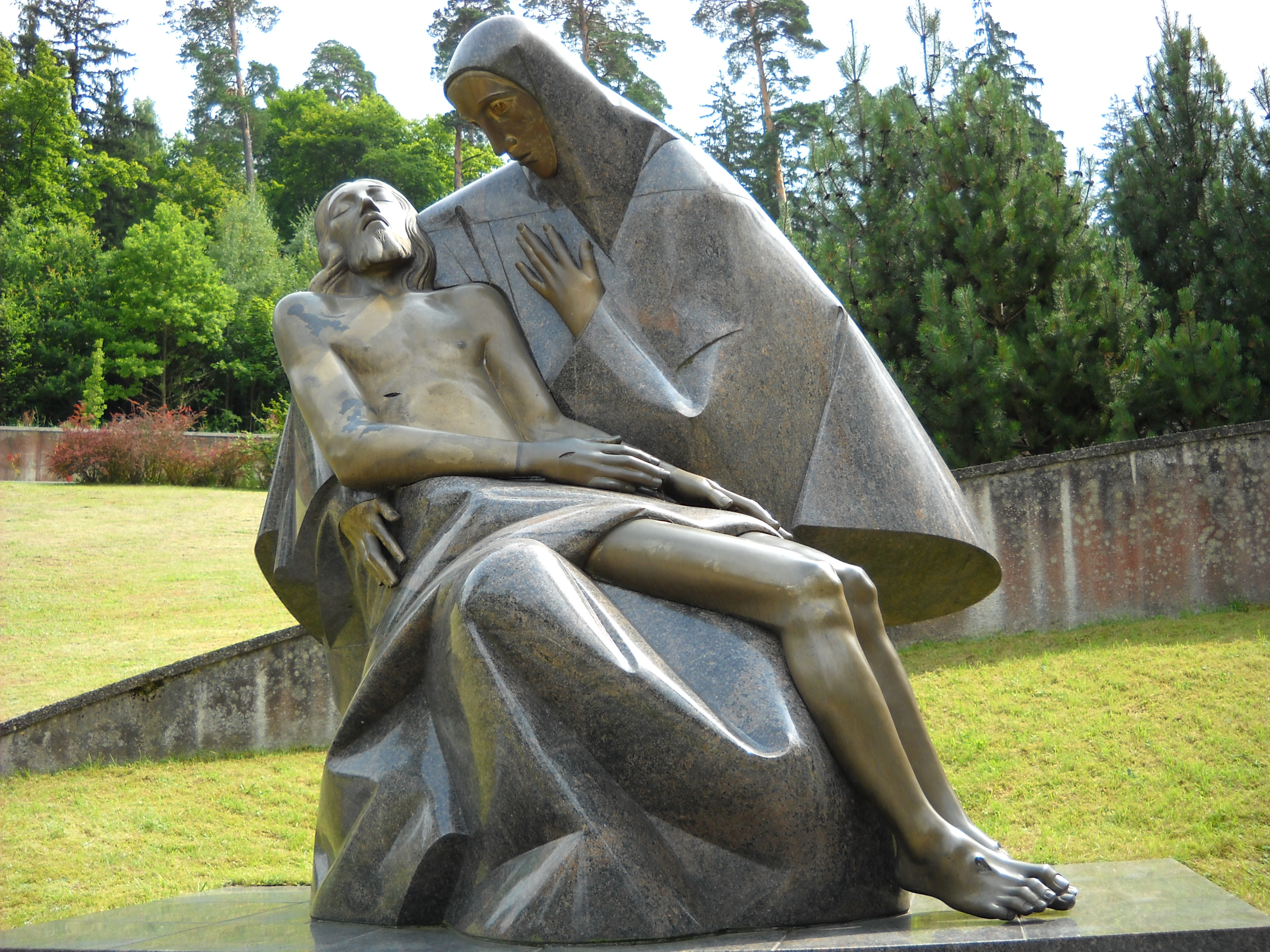
Pieta pro obránce vysílače Vilnius

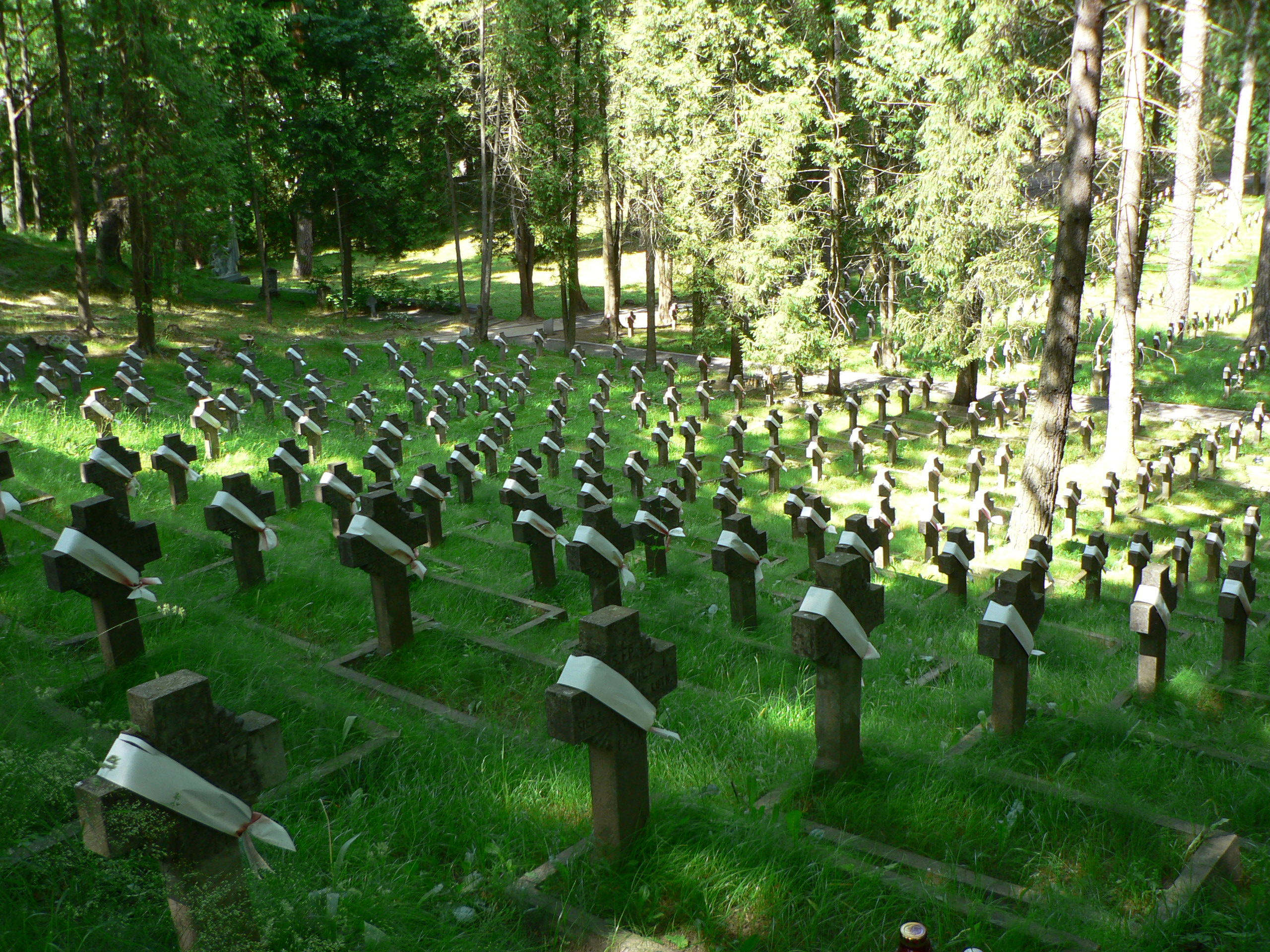
Hroby polských vojáků

Antakalniský hřbitov (litevsky Antakalnio kapinės) je hřbitov v městské části Antakalnis ve Vilniusu. Byl založen v roce 1809.

## Hroby
- Algirdas Brazauskas (1932–2010), politik
- Teodor Bujnicki (1907–1944), básník
- Petras Griškevičius, sovětský funkcionář
- Hubertas Grušnys (1961–2006), podnikatel
- Jurga Ivanauskaitė (1961–2007), spisovatelka
- Vytautas Kernagis (1951–2008), zpěvák
- Jonas Kubilius (1921–2011), matematik
- Justinas Marcinkevičius (1930–2011), spisovatel
- Janina Miščiukaitė-Brazaitienė (1949–2008), zpěvačka
- Justas Paleckis (1899–1980), sovětský politik
- Rolandas Pavilionis (1944–2006), politik
- Ieva Simonaitytė (1897–1978), spisovatelka
- Antanas Sniečkus (1903–1974), sovětský funkcionář
- Antanas Venclova (1906–1971), spisovatel
- Marian Zdziechowski (1861–1938), filozof